# Deporte en Andalucía
El deporte ha adquirido una importancia cada vez mayor en la sociedad andaluza, experimentando en su evolución importantes transformaciones que han conducido a una mejora y a una extensión de su práctica.

## Regulación del deporte en Andalucía
La Constitución Española hace mención expresa al mismo en el apartado 3 del artículo 43: Los poderes públicos fomentarán la educación sanitaria, la educación física y el deporte. Asimismo facilitarán la adecuada utilización del ocio. El estatuto de autonomía se hace eco de esta capacidad y en su artículo 73 del Capítulo II dice: Corresponde a la Comunidad autónoma la competencia exclusiva en materia de deportes y de actividades de tiempo libre, que incluye la planificación, la coordinación y el fomento de estas actividades, así como la regulación y declaración de utilidad pública de entidades deportivas.
Con esta finalidad se aprueba la Ley 6/1998, de 14 de diciembre, del Deporte, que trata de reforzar los derechos de los ciudadanos, en general, y de los deportistas, en particular, a practicar el deporte:
- El título I de la ley contiene una exposición de los principios generales que inspiran el hecho deportivo.
- El título II de la ley aborda la regulación de la Administración deportiva y de la organización básica del deporte. La Consejería de Turismo, Comercio y Deporte es el organismo rector del deporte andaluz. Por debajo de este se sitúan los distintos órganos de la Administración deportiva:
  - Consejo Andaluz del Deporte.
  - Instituto Andaluz del Deporte.
  - El Comité Andaluz de Disciplina Deportiva.
  - La Junta de Conciliación del Deporte Andaluz.
  - El Centro Andaluz de Medicina del Deporte.

Otro aspecto a destacar es el Registro Andaluz de Entidades Deportivas que tiene por objeto la inscripción de las entidades deportivas con domicilio en la comunidad autónoma de Andalucía.
- El título III de la ley se ocupa de la regulación de las entidades deportivas andaluzas, que, son clasificadas en:
  - Clubes
  - Federaciones
  - Entes de promoción deportiva.
- El título IV regula la práctica deportiva.
- El título V versa sobre la docencia y titulaciones.
- En el título VI tiene por objeto el tratamiento de las instalaciones deportivas.
- El título VII trata del régimen sancionador del deporte incorporando criterios fundamentales del mismo.
- En el título VIII se introduce como novedad la conciliación extrajudicial en el deporte, creando la Junta de Conciliación del Deporte Andaluz, como uno de los instrumentos para resolver las cuestiones litigiosas surgidas entre los deportistas, técnicos, jueces o árbitros, entidades deportivas andaluzas, asociados y demás partes interesadas.

## Clubes andaluces en competiciones españolas de alto nivel
Fútbol:
En la Primera División Española de Fútbol militan en la actualidad tres equipos:
- El Real Betis Balompié, primer equipo andaluz en lograr algún título nacional.
- El Sevilla F. C., equipo andaluz con más títulos regionales, nacionales y europeos. Así como el club andaluz con más temporadas en primera división, el primero en participar en la UEFA Champions League, y el primero en conquistar un título europeo.
- El Granada C. F.

En la Segunda División Española de Fútbol militan en la actualidad tres equipos:
- El Cádiz C. F.
- El Málaga C. F.
- La UD Almería

Otros equipos andaluces que han militado en alguna ocasión en la máxima categoría española son: 
- El Córdoba C.F.
- El Recreativo de Huelva, decano del fútbol español.
- El Real Jaén.
- El Xerez C.D.
- La Agrupación Deportiva Almería, desaparecido en 1982.

Baloncesto:
En baloncesto militan en la Liga ACB:
- El Unicaja Málaga, primer equipo andaluz en ganar un título nacional e internacional y en vencer a un equipo de la NBA.
- El Real Betis Baloncesto.

Otros equipos andaluces que han militado en alguna temporada en la Liga española o en la Liga ACB son:
- Caja de Ronda, unificado con el Mayoral Maristas formó el Unicaja Málaga.
- Mayoral Maristas, fundado en 1956, unificado con el Caja de Ronda, constituyó el Unicaja Málaga.
- CB Granada, desaparecido en 2012.
- La sección de baloncesto del Sevilla F. C.
- El CB Ciudad de Huelva, desaparecido en 2008.

Balonmano:
En balonmano, Andalucía está representada por un equipo en la Liga Asobal, máxima categoría del balonmano nacional:
- El Ángel Ximénez-Avia Puente Genil.

Otros equipos andaluces que han militado en alguna ocasión en la máxima competición nacional han sido:
- El Keymare Almería.
- El Algeciras Balonmano, semifinalista de la Copa del Rey de Balonmano 2007 en Altea.
- Puleva Maristas Málaga, primer equipo que militó en la Liga Asobal.
- Prasa Pozoblanco de Córdoba.
- EB Huétor Granada, que tiene el honor de ser la población más pequeña (Huétor Tájar) con un equipo en primera división en alguno de los 3 grandes deportes por equipos de España.
- El ARS Palma del Río (Córdoba).

Voleibol:
En el voleibol español destaca el equipo andaluz Unicaja Almería, que es el equipo más laureado de la Superliga Masculina de Voleibol de España, categoría en la que actualmente milita.
Tenis de mesa:
En tenis de mesa, hay dos equipos; el Cajasur Priego Tenis de mesa y el Caja Granada Tenis de mesa, máximo exponente y representante de este deporte en España, el cual ha ganado más de 20 ligas (casi todas consecutivas) y 14 Copas del Rey (también consecutivas). Cuando estos dos equipos se enfrentan saltan chispas, ya que, este es el derbi más importante del país en este deporte y ya que ambos equipos, son los máximos dominadores de la Liga ENEBE, en los últimos años.

## Centros de Alto Rendimiento y Centros de Tecnificación Deportiva
Andalucía cuenta con dos Centros Especializados de Alto Rendimiento (el CEAR de Remo y Piragüismo de la Cartuja y el CEAR de Tiro Olímpico Juan Carlos I) y siete Centros Especializados de Tecnificación Deportiva  (el Centro Especializado de Tecnificación Deportiva de Deportes de Invierno, el Centro Especializado de Tecnificación Deportiva de Tenis, el Centro Especializado de Tecnificación Deportiva de Tenis de Mesa, el Centro Especializado de Tecnificación Deportiva de Vela Bahía de Cádiz, el Centro Especializado de Tecnificación Deportiva de Natación, el Centro Especializado de Tecnificación Deportiva de Gimnasia Rítmica, y el Centro Especializado de Tecnificación Deportiva de Golf "La Cañada"). 

## Organización de grandes eventos deportivos en Andalucía
Andalucía ha sido y es partícipe en la organización de grandes competiciones deportivas. Entre éstos podemos destacar los siguientes:
- Campeonato Mundial de Bádminton, Huelva (2021).
- Final de la Copa del Rey de fútbol, Sevilla (2020).
- Copa del Rey de baloncesto, Málaga (2020).
- Campeonato de España de bádminton, Ronda (2017).
- Supercopa de España de Baloncesto, Málaga (2015).
- Copa del Rey de baloncesto, Málaga (2014).
- Copa Mundial de Baloncesto Masculino, Granada y Sevilla, además de Barcelona, Bilbao y Madrid fuera de Andalucía (2014).
- Campeonato de España de bádminton, Jaén (2014).
- Mundial de Snipe femenino, Almería (2012).
- Campeonato de España de atletismo, Málaga (2011).
- Campeonato Iberoamericano de Atletismo, San Fernando (2010).
- Campeonato de España de bádminton, Huelva (2010).
- Copa de la Paz, Huelva, Jerez de la Frontera, Málaga y Sevilla, además de Madrid fuera de Andalucía (2009).
- Campeonato Europeo de Waterpolo, Málaga (2008).
- Campeonato Europeo de Waterpolo, Málaga (2008).
- NBA Europe Live Tour, Málaga (2007).
- Copa del Rey de baloncesto, Málaga (2007).
- Campeonato Europeo de Baloncesto Masculino, Granada y Sevilla, además de Palma de Mallorca, Alicante y Madrid fuera de Andalucía (2007).
- Copa de Europa de Atletismo, Málaga (2006).
- Supercopa de España de Baloncesto, Málaga (2006).
- Copa de Europa de bádminton, La Rinconada (2006).
- Juegos Mediterráneos, Almería (2005).
- Campeonato de España de atletismo, Málaga (2005).
- Final de la Copa Davis, Sevilla (2004).
- Supercopa de España de Baloncesto, Málaga (2004).
- Semifinal de la Copa Davis, Málaga (2003).
- ISAF 2003, Cádiz (2003)
- Campeonato Mundial de Remo, Sevilla (2002).
- Campeonato Mundial de Piragüismo en Aguas Tranquilas, Sevilla (2002).
- Juegos Ecuestres Mundiales, Jerez de la Frontera (2002).
- Final de la Copa del Rey de fútbol, Sevilla (2001).
- Copa del Rey de baloncesto, Málaga (2001).
- Campeonato Mundial de Bádminton, Sevilla (2001).
- Campeonato de España de bádminton, Almería (2001).
- Campeonato de España de bádminton, Mijas (2000).
- Campeonato Mundial de Atletismo, Sevilla (1999).
- Campeonato de España de atletismo, Sevilla (1999).
- Final de la Copa del Rey de fútbol, Sevilla (1999).
- Campeonato de España de bádminton, La Rinconada (1999).
- Campeonato Mundial de Gimnasia Rítmica, Sevilla (1998).
- Campeonato de España de bádminton, Estepa (1998).
- Campeonato Europeo de Natación, Sevilla (1997).
- Campeonato Europeo de Halterofilia, Sevilla (1997).
- Ryder Cup, Sotogrande (San Roque) (1997).
- Campeonato Europeo de Natación, Sevilla (1997).
- Campeonato Europeo de Balonmano Masculino, Sevilla (1996).
- Campeonato Mundial de Esquí Alpino, Sierra Nevada (1996).
- Campeonato de España de atletismo, Málaga (1996).
- Campeonato de España de bádminton, Granada (1995).
- Campeonato de España de bádminton, Benalmádena (1994).
- Campeonato de España de bádminton, Palma del Río (1992).
- Campeonato Mundial de Atletismo en Pista Cubierta, Sevilla (1991).
- Copa Mundial de Baloncesto, Málaga, además de Zaragoza, Ferrol, Santa Cruz de Tenerife, Barcelona, Oviedo y Madrid fuera de Andalucía (1986).
- Campeonato de España de bádminton, Málaga (1984).
- Copa Mundial de Fútbol, Málaga y Sevilla, además de Alicante, Barcelona, Bilbao, Elche, Gijón, La Coruña, Madrid, Oviedo, Valencia, Valladolid, Vigo y Zaragoza fuera de Andalucía (1982).
- Final de la Copa del Rey de baloncesto, Almería (1981).
- Final de la Copa del Rey de baloncesto, Almería (1975).

Además destacar que la ciudad de Sevilla se ha postulado en varias ocasiones para la organización de los Juegos Olímpicos de Verano, y la ciudad de Granada para la organización de los Juegos Olímpicos de Invierno.

## Selección de fútbol
Andalucía tiene una Selección de fútbol, que no juega partidos de competición oficial, aunque ha jugado varios partidos amistosos con diferentes países. No goza de un seguimiento masivo, debido a lo esporádico de estos partidos amistosos y a su falta de participación en competición oficial alguna.

## El Deporte Autóctono
En Andalucía existe un deporte autóctono: el bolo andaluz o bolo serrano. Se trata de un juego muy arraigado en el parque natural de las Sierras de Cazorla, Segura y Las Villas, y se le calcula entre cuatro y seis siglos de antigüedad. Es especialidad deportiva desde 1998, año en el que el juego se regla federaticamente por la Federación Andaluza de Bolos. Desde 2010 es un deporte de ámbito nacional, declarado así por la Federación Española de Bolos gracias a la existencia de clubes y deportistas federados fuera de Andalucía. Debido al fenómeno de la emigración existen deportistas e instalaciones para la práctica de este deporte al menos en otras cinco comunidades autónomas: Aragón, Castilla-La Mancha, Cataluña, Comunidad Valenciana y Región de Murcia.

## Otros deportes
Destaca Tarifa como centro de relevancia mundial en competiciones y desarrollo de surf, kitesurf y windsurf.
También cabe mencionar otros deportes como el golf en las zonas costeras o la hípica en el interior.

### Atletismo
Atletismo Chapín Xerez Deportivo FC y Club de Atletismo Unicaja son clubes con gran tradición en el atletismo nacional.

### Bádminton
CB Rinconada de La Rinconada es el club más laureado de España en la División de Honor de Bádminton y CB IES La Orden de Huelva, el tercero con más títulos. Ambos son grandes clubes que han dado grandes deportistas en la historia de España como Carolina Marín, campeona olímpica, o Pablo Abián.

### Ciclismo
Todos los años a mediados de febrero se celebra la Vuelta a Andalucía perteneciente a la categoría UCI Europe Tour 2.HC, siendo el murciano Alejandro Valverde el más laureado con cinco victorias.

### Golf
El Club de Golf Valderrama es uno de los clubes de golf más prestigiosos de Europa.

### Rugby
El Club de Rugby Ciencias es el club andaluz más laureado, habiendo conseguido el título de la División de Honor de Rugby en dos ocasiones y tres títulos de Copa del Rey de Rugby. El Club de Rugby Atlético Portuense consiguió el primer puesto en el grupo 2 de la División de Honor B de Rugby 2008-09 quedándose a las puertas del ascenso. El Jaén Rugby, Club de Rugby Málaga, Unión Rugby Almería o Marbella Rugby Club son habituales en la División de Honor B española.

### Otros deportes
Hockey, voleibol, rally y esquí de montaña son otras aficiones deportivas de los andaluces.